# Chisseaux
Chisseaux ist eine französische Gemeinde mit 590 Einwohnern (Stand: 1. Januar 2022) im Département Indre-et-Loire, in der Région Centre-Val de Loire. Sie gehört zum Arrondissement Loches und zum Kanton Bléré. Ihre Einwohner nennen sich die Chisseaussois und Chisseaussoises. Die Gemeinde ist Mitglied des Gemeindeverbandes Communauté de communes Autour de Chenonceaux Bléré-Val de Cher.

## Geographie
Chisseaux liegt etwa 26 Kilometer ostsüdöstlich von Tours am Cher, der die Gemeinde im Süden begrenzt. Die Nachbargemeinden von Chisseaux sind Souvigny-de-Touraine im Norden, Chissay-en-Touraine im Osten, Saint-Georges-sur-Cher im Südosten, Francueil im Süden und Südwesten sowie Chenonceaux im Westen.

## Demographie
| Jahr                       | 1962 | 1968 | 1975 | 1982 | 1990 | 1999 | 2006 | 2018 |
| Einwohner                  | 613  | 618  | 612  | 519  | 522  | 575  | 615  | 584  |
| Quellen: Cassini und INSEE |      |      |      |      |      |      |      |      |

## Sehenswürdigkeiten
- Pfarrkirche Saint-Pierre aus dem 10. Jahrhundert mit Umgestaltungen im 12., 18. und 19. Jahrhundert, seit 1947 als Monument historique eingeschrieben
- Schloss Chisseaux
- Schloss Pontcher aus dem 16. Jahrhundert
- Wehrmühle aus dem 16. Jahrhundert

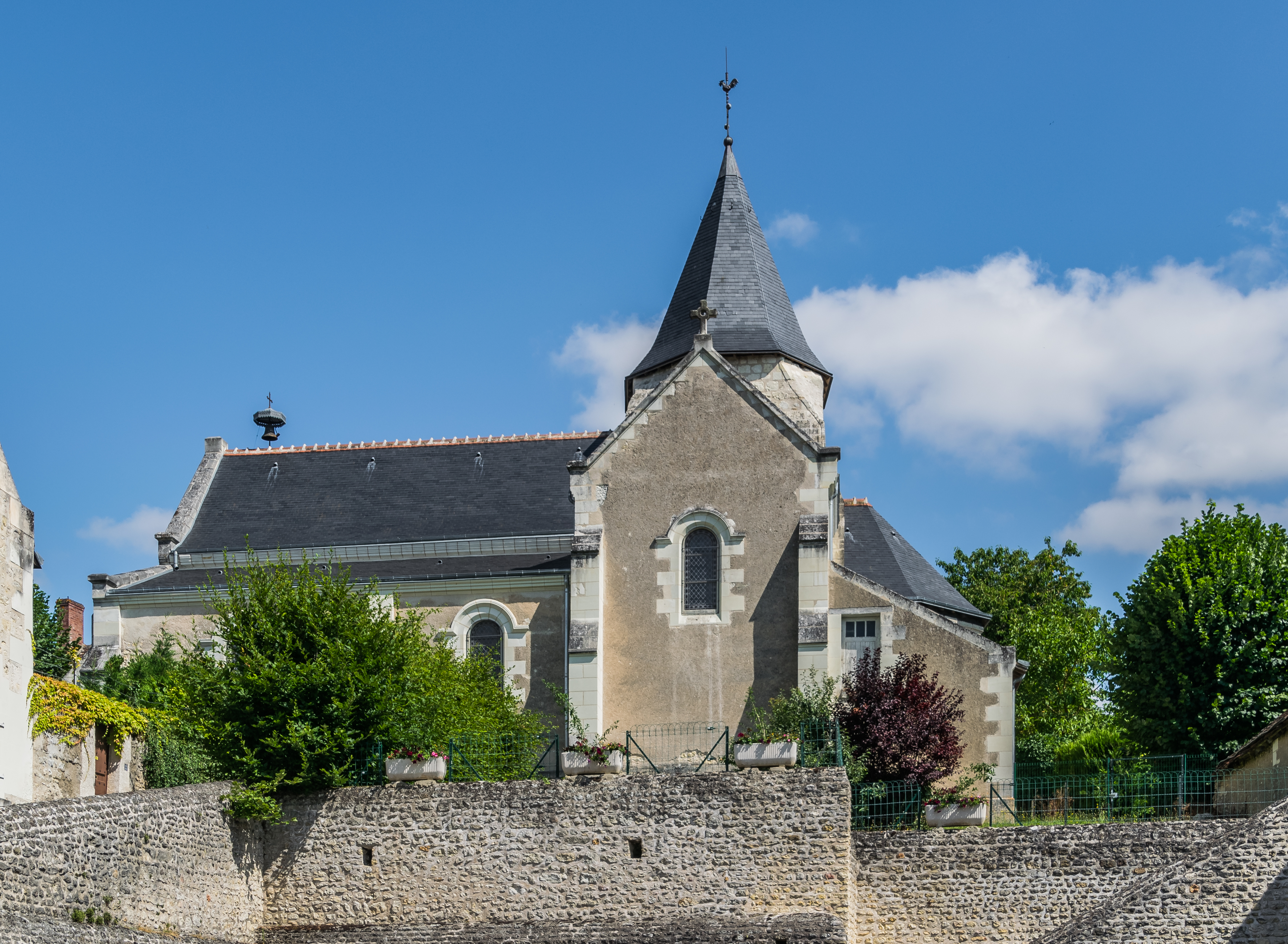
Pfarrkirche Saint-Pierre
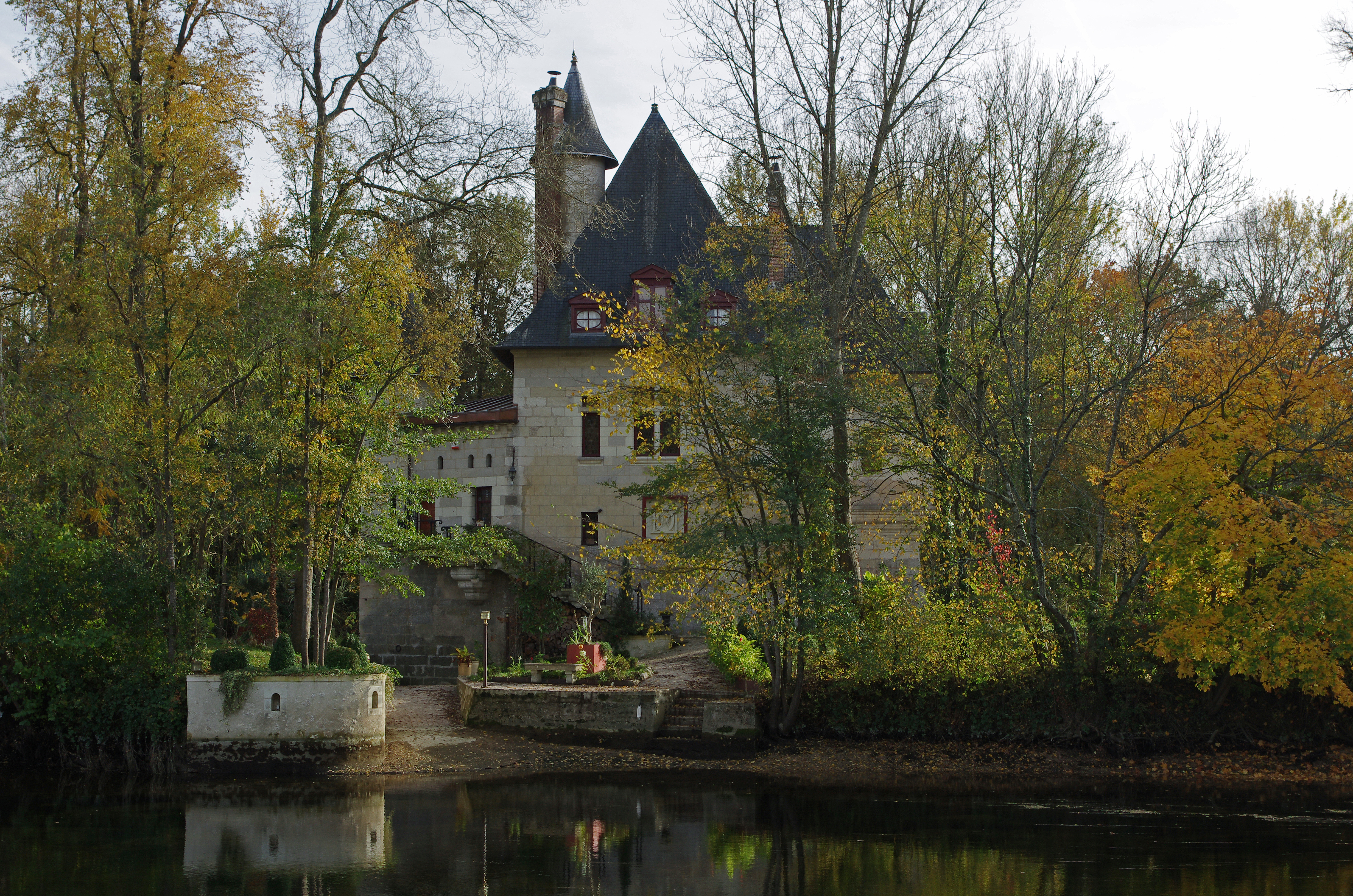
Wehrmühle